# Labyrinthe de Versailles
 (mai 2025).
Si vous disposez d'ouvrages ou d'articles de référence ou si vous connaissez des sites web de qualité traitant du thème abordé ici, merci de compléter l'article en donnant les références utiles à sa vérifiabilité et en les liant à la section « Notes et références ».
Le labyrinthe de Versailles est un labyrinthe végétal et un bosquet disparu des jardins du château de Versailles. 
Il était situé à l'emplacement actuel du bosquet de la Reine.
Le labyrinthe de Versailles était un labyrinthe de haies dans les jardins de Versailles avec des groupes de fontaines et des sculptures représentant les fables d'Ésope. André Le Nôtre avait initialement prévu un dédale d'allées sans fioritures en 1665, mais en 1669, Charles Perrault conseilla à Louis XIV d'inclure trente-neuf fontaines, chacune représentant une des fables d'Ésope. Les travaux ont été réalisés entre 1672 et 1677. Des jets d'eau jaillissant de la bouche des animaux ont été conçus pour donner l'impression d'une parole entre les créatures. Il y avait une plaque avec une légende et un quatrain écrit par le poète Isaac de Benserade à côté de chaque fontaine. Une description détaillée du labyrinthe, de ses fables et de ses sculptures est donnée dans l’ouvrage Le Labyrinthe de Versailles de Perrault, illustré de gravures de Sébastien Leclerc.
En 1775, Louis XVI fit supprimer le labyrinthe et le fit remplacer par un arboretum d'espèces exotiques planté en jardin à l'anglaise.

## Création
En 1665, André Le Nôtre projeta un dédale de haies d'allées sans fioritures dans une zone au sud de la fontaine de Latone, près de l'Orangerie. En 1668, Jean de La Fontaine publie son premier recueil Fables choisies, dédié à « Monseigneur » Louis, le Grand Dauphin, fils de six ans de Louis XIV. Bien que La Fontaine ait suscité le mécontentement royal, ses poèmes ont peut-être encouragé Charles Perrault, auteur des contes, nommé l'année précédente haut fonctionnaire à la Surintendance des Bâtiments du Roi, à conseiller Louis XIV en 1669 pour remodeler le labyrinthe de manière à servir à l'éducation du Dauphin. Dès 1673, Le Nôtre redessine le labyrinthe pour y installer trente-neuf fontaines représentant des histoires des Fables d'Ésope. Les sculpteurs Jean-Baptiste Tuby, Étienne Le Hongre, Pierre Le Gros et les frères Gaspard et Balthazar Marsy ont travaillé sur ces trente-neuf sculptures hydrauliques.
Chaque fontaine était accompagnée d'une plaque sur laquelle était imprimée la fable, avec des vers écrits par Isaac de Benserade. C’est grâce à ces plaques que le fils de Louis XIV se délassait de ses études. Dans ses Fables d'Ésope en quatrains, dont certains sont utilisés dans le labyrinthe de Versailles, Benserade affirme que le roi lui-même avait choisi les fables et la forme du quatrain pour les évoquer.
Une fois achevé en 1677, le labyrinthe contenait trente-neuf fontaines avec 333 sculptures d'animaux en métal peint. L'eau destinée aux installations hydrauliques élaborées était acheminée depuis la Seine par la machine de Marly, qui utilisait quatorze roues hydrauliques entraînant 253 pompes, dont certaines fonctionnaient à une distance de trois quarts de mille.

## Description
La disposition du labyrinthe était inhabituelle, car il n'y avait pas d'objectif central et, malgré les haies de cinq mètres de haut (16 pieds), il permettait d'avoir un aperçu du chemin à venir. Jean-Aimar Piganiol de La Force dans sa Nouvelle description du château et parc de Versailles et de Marly (1702) décrit le labyrinthe comme un « réseau d'allées bordées de palissades où il est facile de se perdre ». Il poursuit : « À chaque détour on voit une fontaine ornée de délicates rocailles, et représentant très simplement une fable dont le sujet est indiqué par une inscription de quatre lignes en lettres d'or sur une plaque de bronze. »
Peu de temps après l'achèvement du labyrinthe, Perrault en publie une description dans son  Recueil de divers ouvrages en prose et en vers. « À chaque extrémité d'un chemin, écrit-il, et partout où ils se croisent, il y a des fontaines, disposées de telle sorte que, quel que soit l'endroit où l'on se trouve, on en voit toujours trois ou quatre et souvent six ou sept à la fois. Ces fontaines, toutes différentes par leur forme et leur dessin, sont enrichies de fines pierres et de coquillages rares et ont pour ornementation différents animaux qui représentent les fables les plus charmantes d'Ésope. Ces animaux sont si bien faits et si réalistes qu'ils semblent encore être dans l'action qu'ils représentent ; on peut même dire qu'ils prononcent en quelque sorte les paroles que leur attribue la fable, puisque l'eau qu'ils se jettent les uns sur les autres semble non seulement leur donner vie et action, mais leur servir aussi comme une voix pour exprimer leurs passions et leurs pensées. »

### L'entrée: Ésope et l'Amour

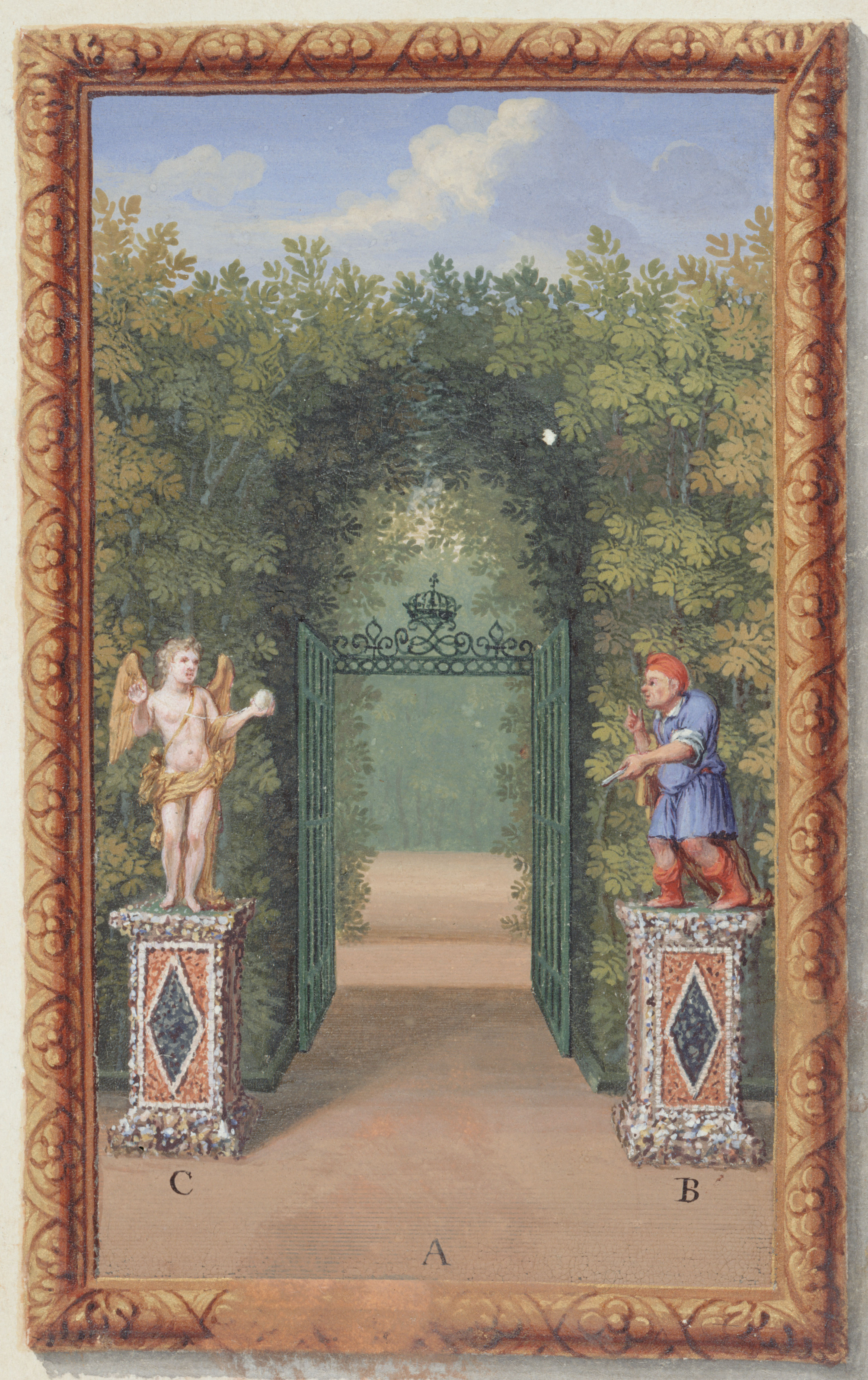
Entrée du labyrinthe de Versailles, avec les statues d’Ésope et de l'Amour.

Deux statues étaient placées à l'entrée du labyrinthe (« A » sur le plan), l'une d'Ésope par Le Gros (« B ») tenant un rouleau de papier et l'autre d'Amour ou Cupidon par Tuby (« C ») tenant une pelote de fil, comme celle d'Ariane. 
Perrault écrit à propos des deux personnages : « Ésope a un rouleau de papier qu'il montre à l'Amour qui a une pelote de fil, comme pour dire que si Dieu a engagé les hommes dans des labyrinthes gênants, il n'y a pas de secret pour en sortir tant que L'amour s'accompagne de la sagesse, dont Ésope dans ses fables enseigne le chemin. »
Pour Michel Conan, la conception du labyrinthe « invitait tous les visiteurs à prêter attention à la première personne » à leurs mouvements, et les statues « indiquaient qu'à moins qu'ils ne réfléchissent à leurs choix, ils pourraient ne pas réussir à trouver leur chemin à travers le labyrinthe ». Pour lui, le labyrinthe, en tant que métaphore de la vie, « encourageait l'introspection et la recherche d'un code de conduite personnel », le dialogue entre Cupidon et Ésope à l'entrée le soulignant :
Cupidon :
Oui, je peux désormais fermer les yeux et rire : avec ce fil je trouverai ma voie.
Ésope :
Amour, ce fil ténu pourrait te faire perdre : le moindre choc pourrait le briser.

### La liste des fables

#### 1. Le duc et les oiseaux

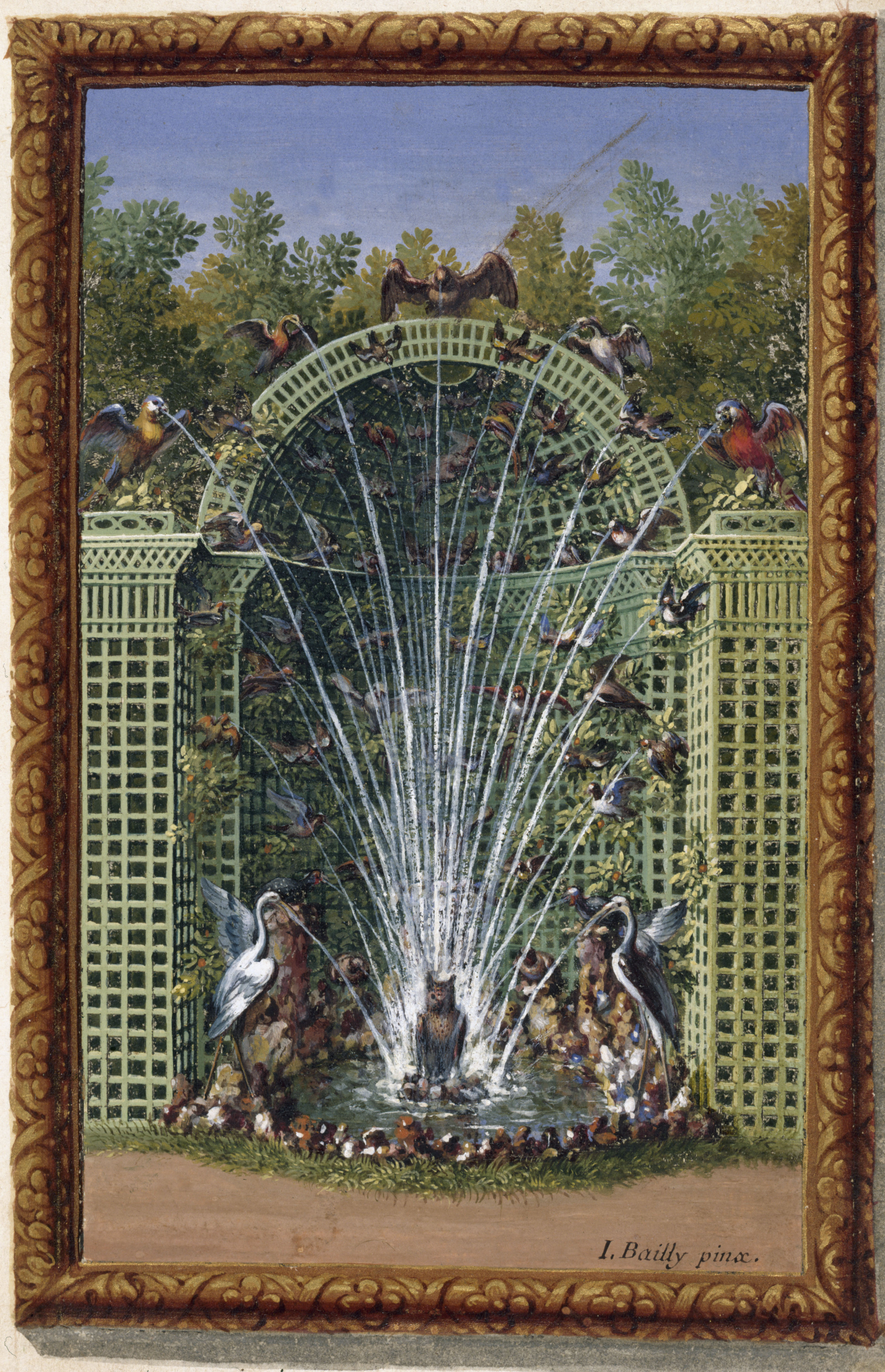
La fontaine du duc et des oiseaux, labyrinthe de Versailles.

« Un jour le Duc fut tellement batu par les Oiseaux, à cause de son vilain chant, & de son laid plumage, qu'il n'a depuis osé se montrer que la nuit. 
Un grand demy-dôme de treillage orné d'architecture, est en dedans rempli de toute sorte d'oiseaux perchez sur des branches, qui jettent de l'eau en mille manières différentes sur le duc qui est en bas au milieu d'un bassin de rocaille. Les oiseaux paroissent tous animez de colère, & le pauvre duc semble tout honteux de sa disgrâce. »

#### 11. Le singe et ses petits

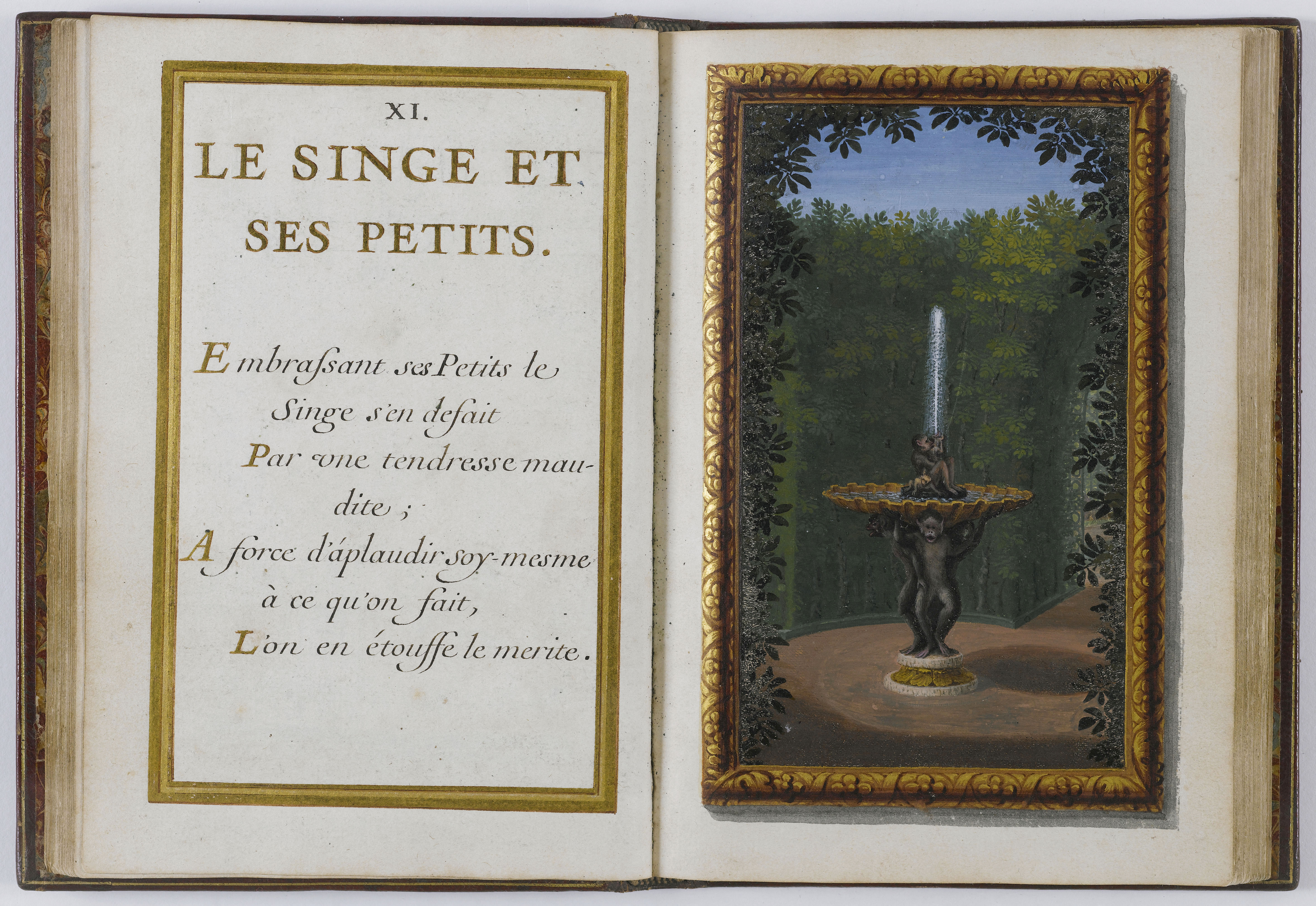
Le singe et ses petits, labyrinthe de Versailles.

« Un singe trouva un jour un de ses petits si beau, qu'il l'étouffa à force de l'embrasser.
Trois singes adossez soutiennent une coquille ronde de bronze doré, sur le milieu de laquelle un singe étreint dans ses bras un de ses petits, qui jette un long trait d'eau en l'air ».

#### 12. Le combat des oiseaux

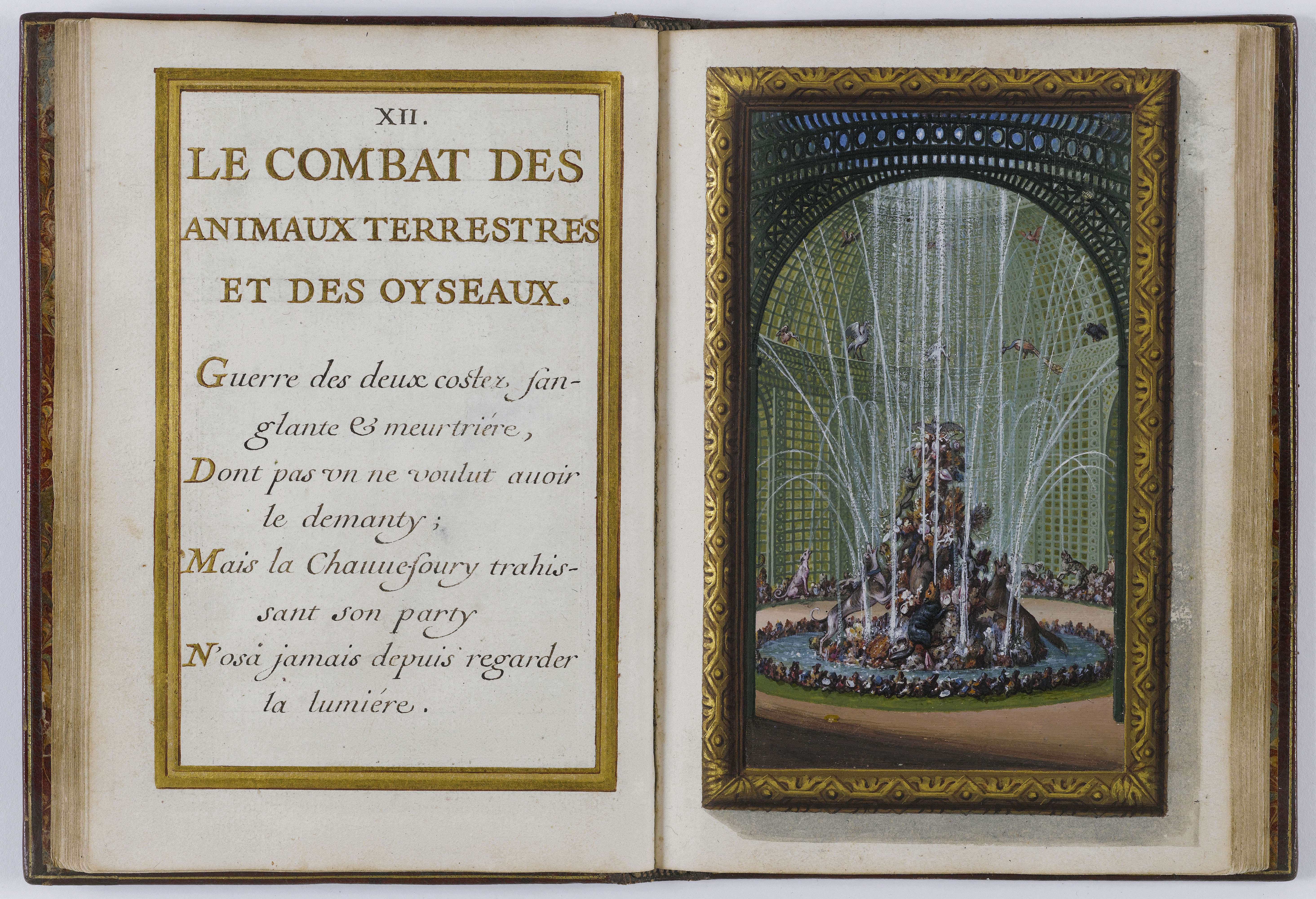
Le combat des oiseaux, labyrinthe de Versailles.

#### 22. Le milan et les oiseaux

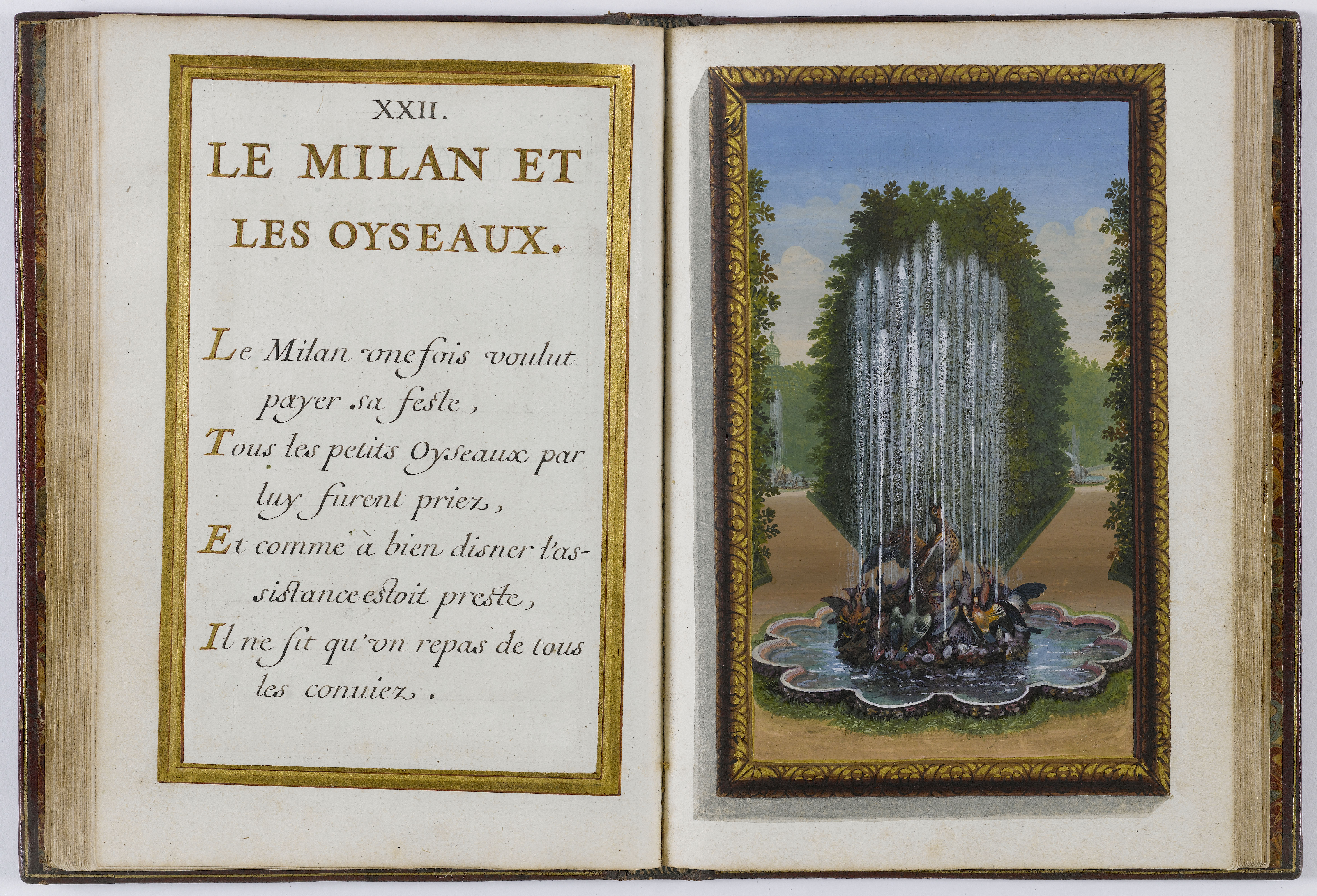
Le milan et les oiseaux, labyrinthe de Versailles.

## Galerie

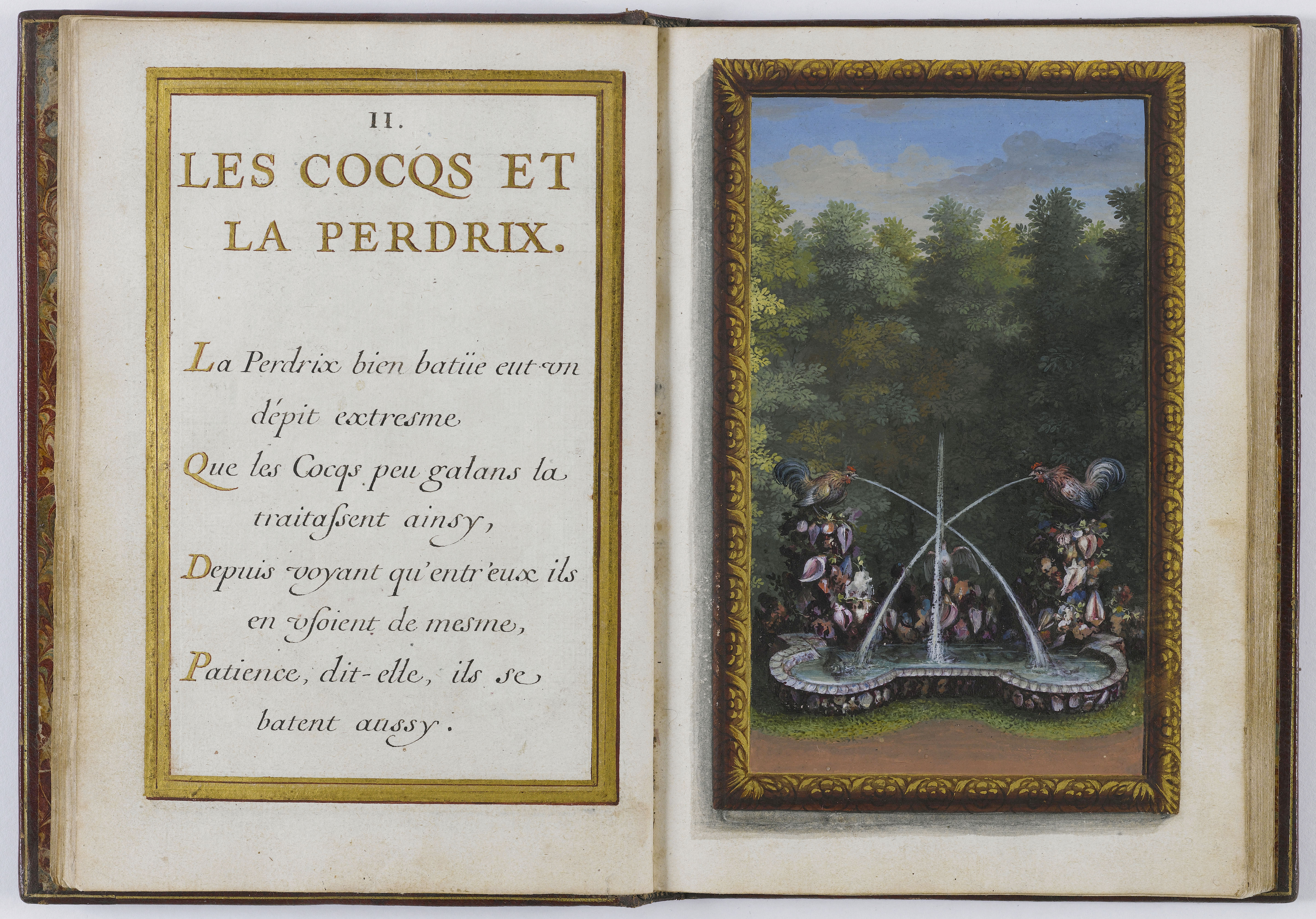
Le Labyrinthe de Versailles.
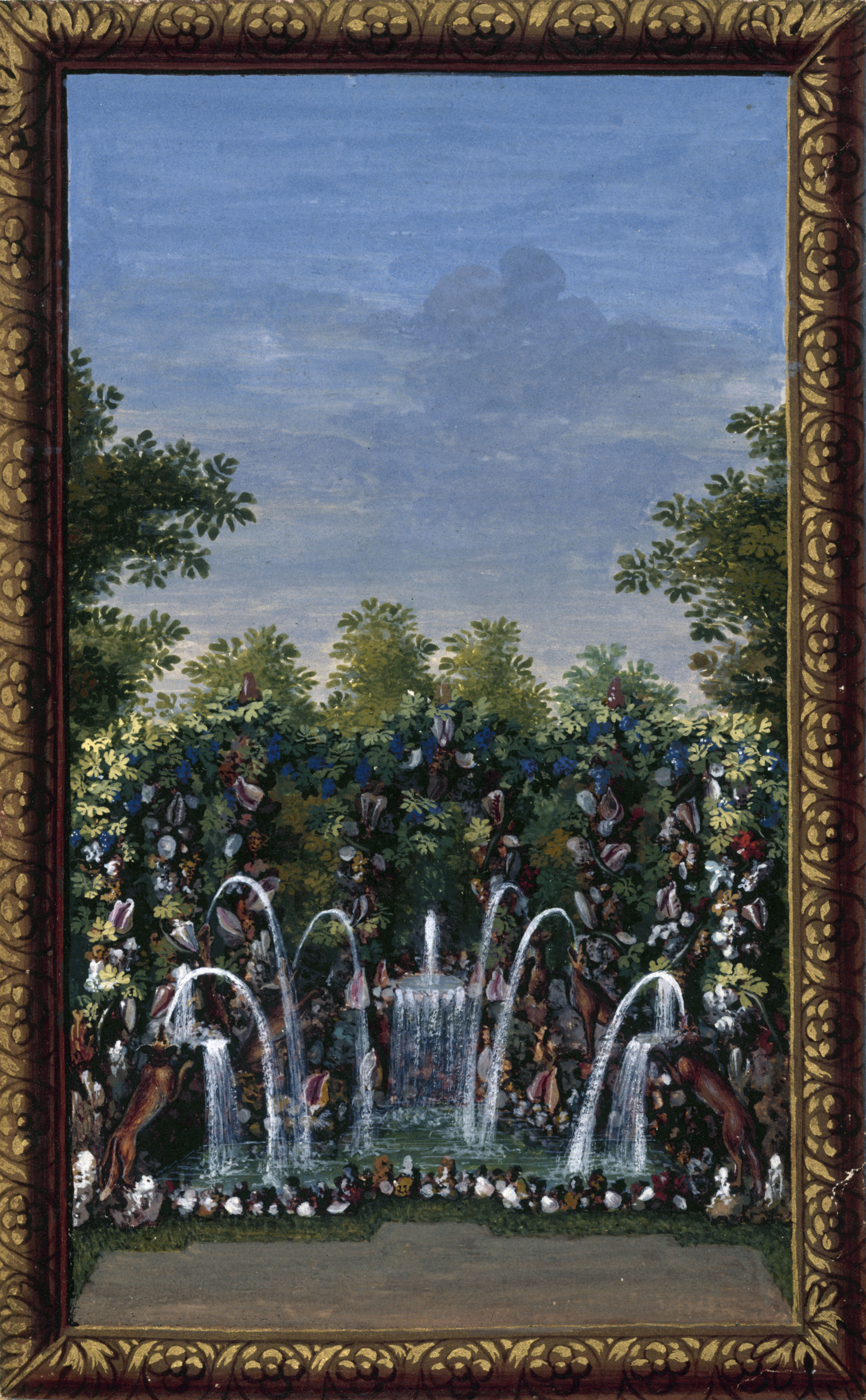
Le Labyrinthe de Versailles.
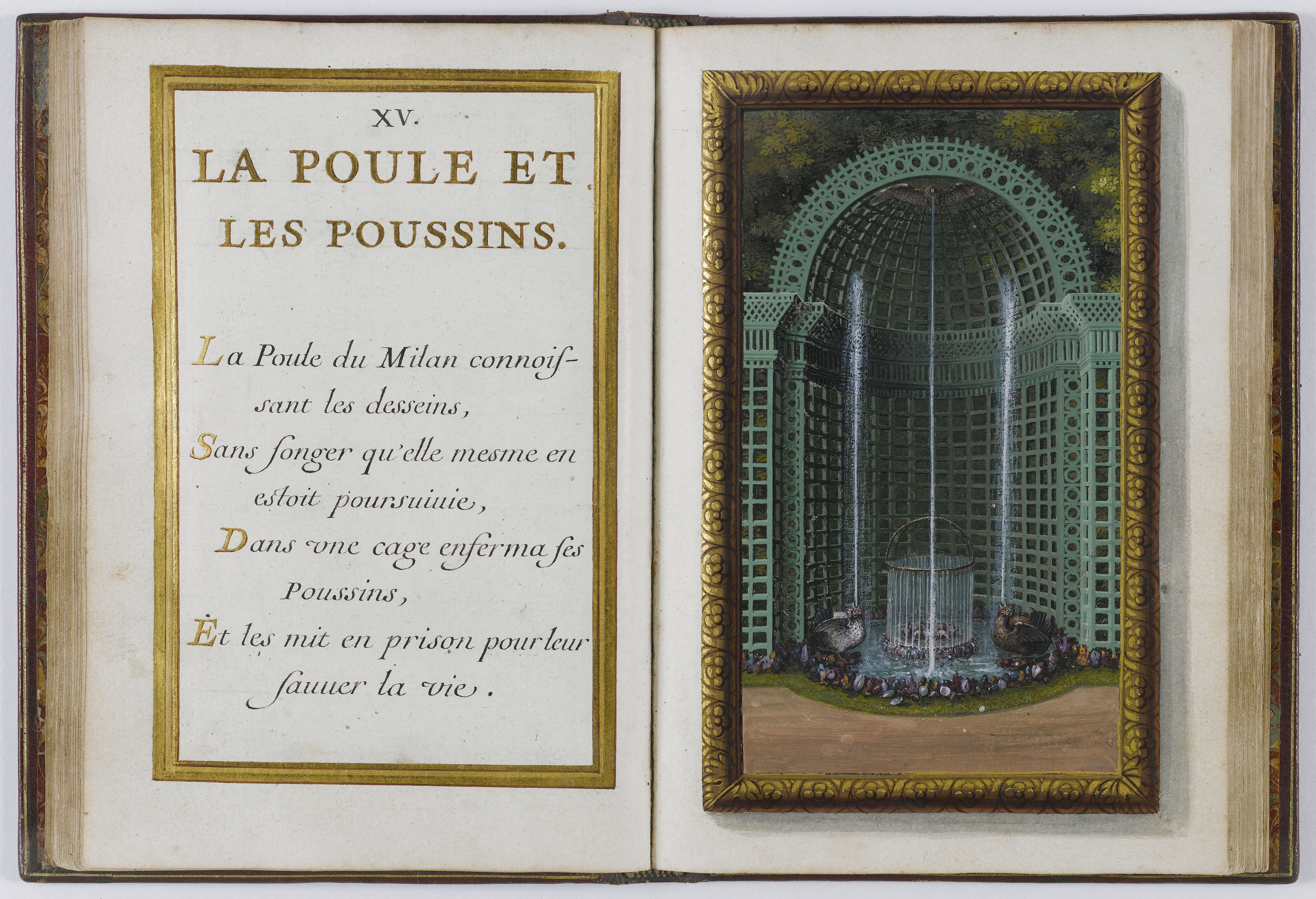
Le Labyrinthe de Versailles.
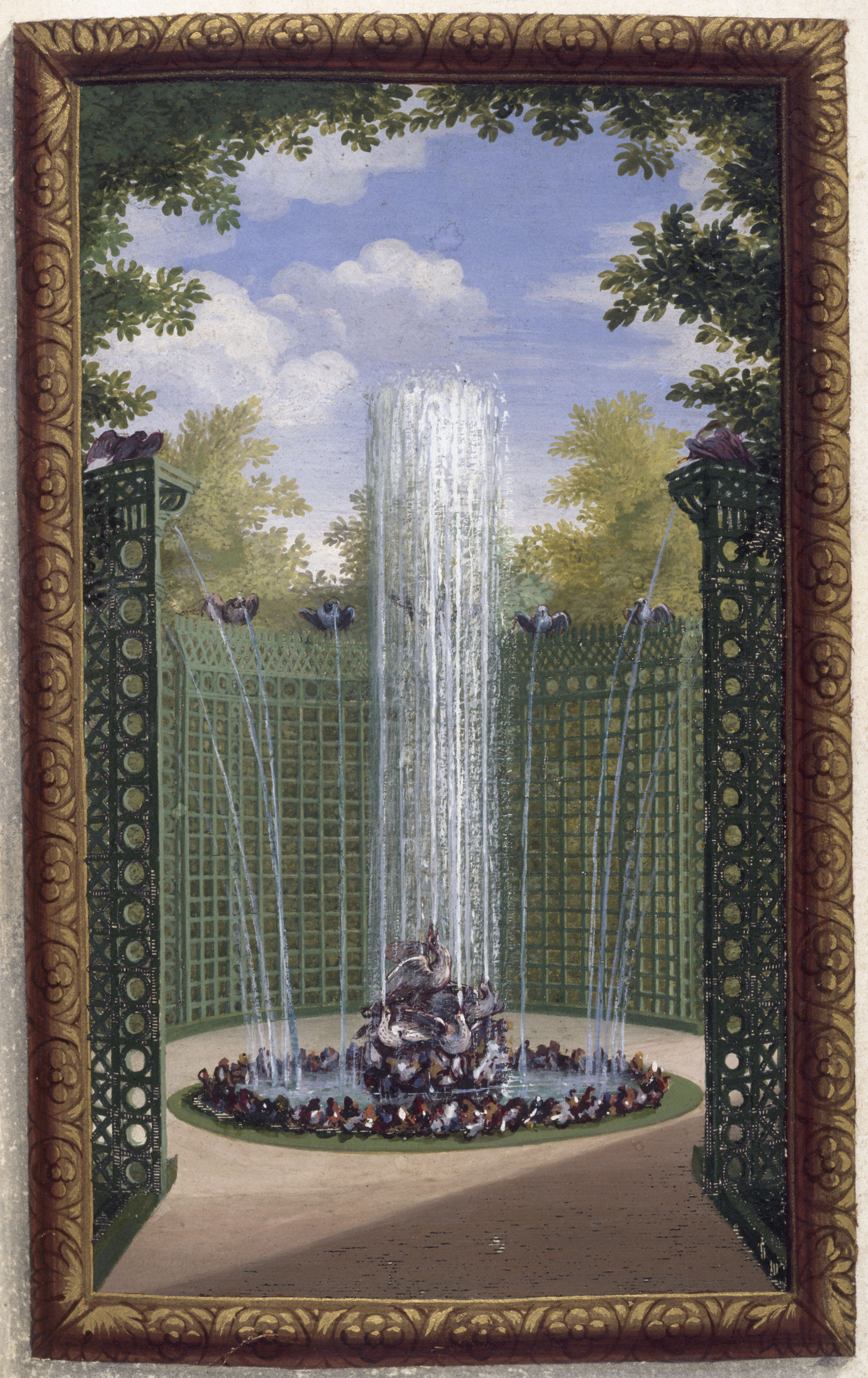
Le Labyrinthe de Versailles.
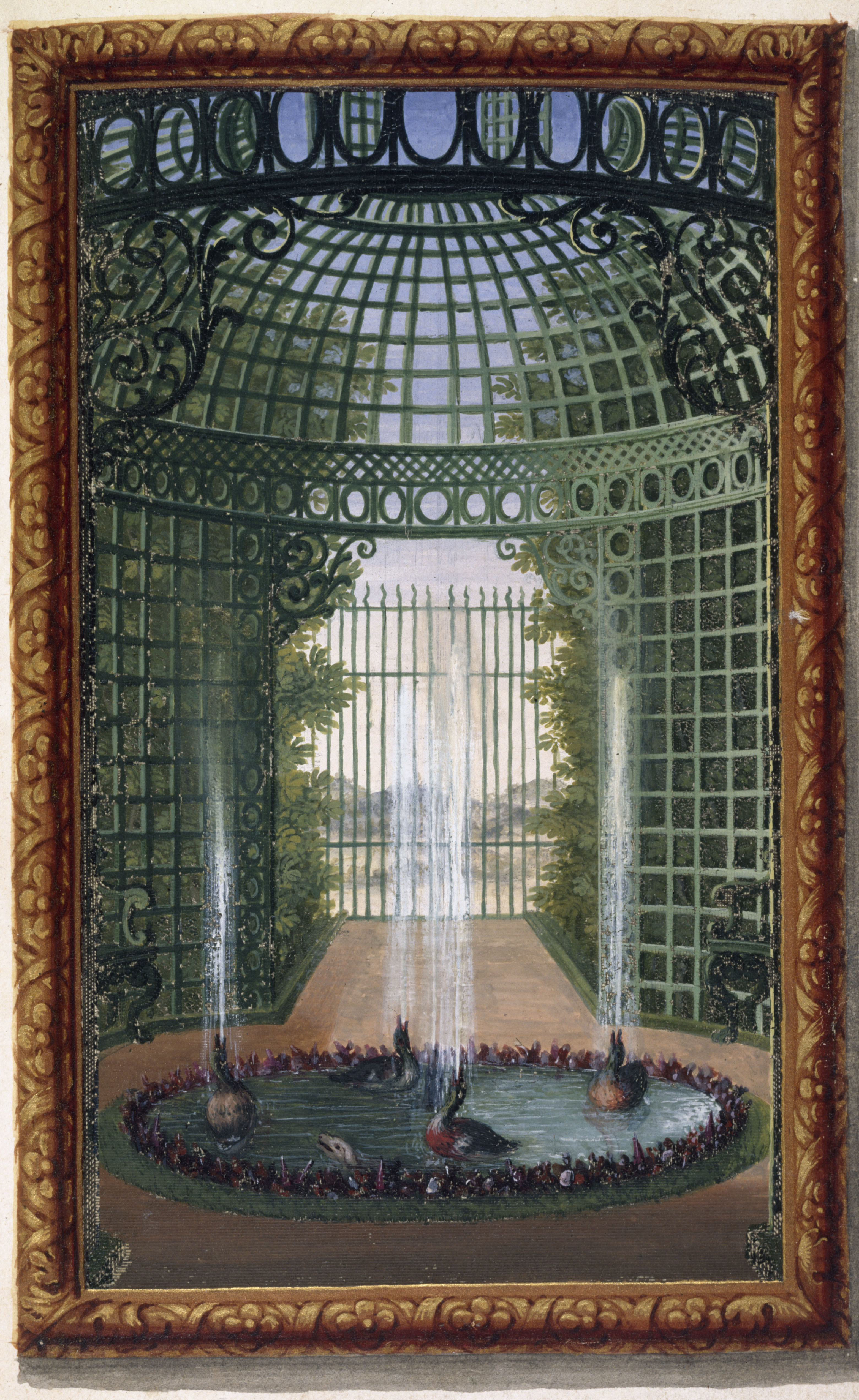
Le Labyrinthe de Versailles.

## Succès

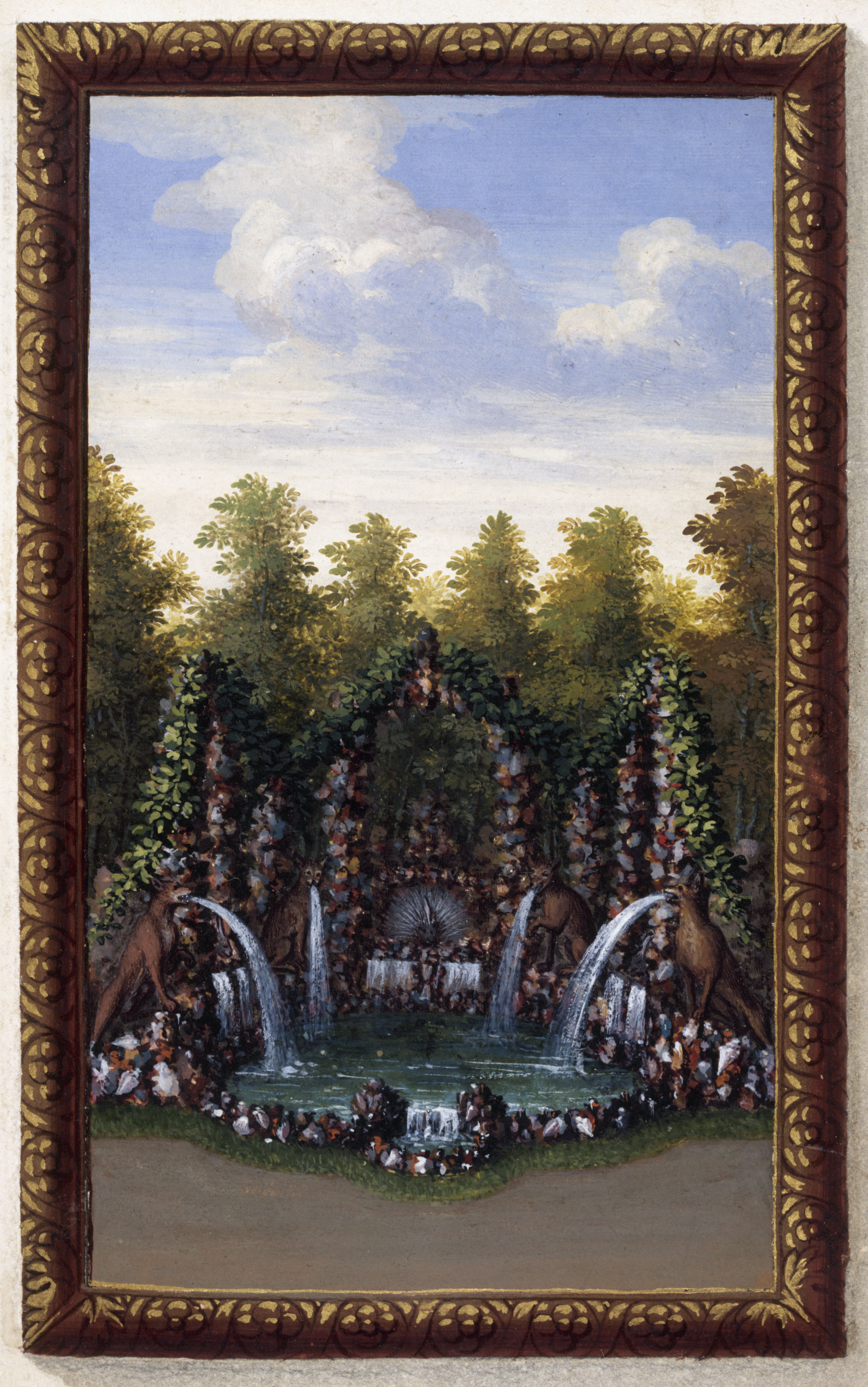
Le labyrinthe de Versailles.

Ce labyrinthe était si populaire, non seulement auprès du roi et du jeune Dauphin, mais aussi auprès de la noblesse et de la petite noblesse autorisées à visiter le jardin, qu'un guide fut publié, Le Labyrinthe de Versailles de Perrault, qui contenait les fables, une description des fontaines ainsi que les quatrains écrits par le poète Isaac Benserade pour chacune des fables. Il fut publié pour la première fois en 1675, puis réimprimé en 1677 avec des gravures de Sébastien Leclerc. Une troisième version, dans laquelle les gravures de Leclerc étaient enluminées par Jacques Bailly, fut réalisée peu après. Les petits livres de poche étaient richement reliés en cuir rouge du Maroc avec une décoration dorée estampillée. Le livre fut finalement traduit en anglais, apparaissant deux fois en 1768, dans l'édition de John Bowles et dans Aesop at Court de Daniel Bellamy senior, avec des planches gravées par George Bickham.
Le labyrinthe a grandement contribué à l'émerveillement que les jardins de Versailles ont suscité chez les visiteurs et les diplomates étrangers. Un guide illustré imprimé à Amsterdam en 1682 faisait l'éloge de l'œuvre de Le Nôtre en disant : « Parmi toutes ces œuvres, il n'y a rien de plus admirable et de plus louable que le Jardin Royal de Versailles et, en lui, le Labyrinthe… Les détours et les détours, bordés de les deux côtés, avec des haies vertes, ne sont pas du tout fastidieux, car à chaque côté il y a des figures et des ouvrages hydrauliques représentant les fables mystérieuses et instructives d’Ésope. »
Le compositeur Marin Marais a écrit une pièce pour viole de gambe intitulée Le Labyrinthe. Titon du Tillet l'admirait : « La pièce de son Quatrième Livre, intitulée Le Labyrinthe, dans laquelle après avoir parcouru diverses tonalités, touché diverses dissonances, et souligné, d'abord par des tons sombres, puis par des tons vifs et enjoués, l'incertitude d'un homme perdu dans un labyrinthe, le compositeur parvient heureusement à en trouver enfin la sortie et termine avec une chaconne au son gracieux et naturel. »

## Destruction
Invoquant les coûts de réparation et d'entretien, Louis XVI ordonna la destruction du labyrinthe en 1775. À sa place, un arboretum d'espèces exotiques fut planté comme un jardin à l'anglaise et appelé bosquet de la Reine ; ce serait dans cette partie du jardin que se serait déroulé en 1785 un épisode de l'affaire du collier de la reine, qui compromettait Marie-Antoinette. Dans les réserves du musée national des châteaux de Versailles et de Trianon, il ne reste que trente-quatre fragments des fontaines, ainsi que les statues de L'Amour et d’Ésope.